# Andre Pretorius
Pour les articles homonymes, voir Pretorius.
Pas d'image ? Cliquez ici

a Compétitions nationales et continentales officielles uniquement.

b Matchs officiels uniquement.
Dernière mise à jour le 18 août 2015.
Andre Stefan Pretorius, né le 29 décembre 1978 à Johannesbourg (Afrique du Sud), est un joueur international sud-africain de rugby à XV,  jouant au poste de demi d'ouverture. Il joue avec les Springboks de 2002 à 2007.

## Biographie

### Carrière en club
Pretorius évolue d'abord en Currie Cup sous les couleurs des Golden Lions de Johannesburg, puis dans le Super 12 (devenu le Super 14) sous les couleurs des Cats, devenus les Lions en 2007, également à Johannesburg. 
Il remporte la Coupe du monde de rugby 2007 avec l'équipe d'Afrique du Sud. Lors de ce tournoi, il a joué à 5 reprises, dont 1 fois comme titulaire (contre le Tonga). Prétendant au poste de demi d'ouverture titulaire chez les Springboks, Pretorius a connu avant la Coupe du monde, une longue blessure au genou. Jake White, le sélectionneur, a alors préféré confier le poste à Butch James.
Joueur vif et résolument offensif, Pretorius dispose d'un excellent jeu au pied. Il est souvent buteur et excelle particulièrement sur les drops (il en a marqué 8 avec les Springboks). En revanche, il est parfois critiqué pour les limites de son jeu défensif (principalement dû à son gabarit plus que modeste au vu des standards actuels) et pour ses nombreuses blessures (genou, cheville).
En 2010, il rejoint la franchise australienne de la Western Force afin de remplacer Matt Giteau, parti aux Brumbies,. Il n'y joue cependant aucun match à cause d'une déchirure de l'ischio-jambier gauche avant la reprise de la saison 2010 de Super 14. 
En 2011, il retourne à Johannesburg et dispute le Super 15 avec les Lions, puis s'engage avec le RC Toulon pour la saison 2011-12
En 2013, il s'engage avec l'US Carcassonne qui recherchait un ouvreur pour la saison 2013-2014,.

### Carrière en équipe nationale
- International A, -21 ans, -23 ans, à 7
Il a disputé son premier test match avec les Springboks le 8 juin 2002 à l’occasion d’un match contre l'équipe du Pays de Galles.

## Statistiques

### En club et province
(au 13 juillet 2008)
- Finaliste de la Currie Cup : 2002, 2007 ; au total 182 points marqués en Currie Cup.
- 549 points marqués en Super 12/14

### Avec les Springboks
(au 10/11/2007)
- Coupe du monde 2007
- 31 sélections
- 2 essais
- 171 points (2 essais, 31 transf., 25 pén., 8 drops)
- Sélections par saison : 10 en 2002, 2 en 2003, 6 en 2005, 6 en 2006, 6 en 2007.